# Alosa volgensis
Az Alosa volgensis a sugarasúszójú halak (Actinopterygii) osztályának heringalakúak (Clupeiformes) rendjébe, ezen belül a heringfélék (Clupeidae) családjába tartozó faj.

## Előfordulása
Az Alosa volgensis elterjedési területe a Kaszpi-tenger és az őt környező öblök és folyótorkolatok; főleg Oroszország területén.

## Megjelenése
Ez a halfaj legfeljebb 35 centiméter hosszú lehet.

## Életmódja
Az Alosa volgensis egyaránt kedveli a brakkvizet, de a nyílt tengert is. Tápláléka állati plankton és kis halak.

## Szaporodása
Ez az alózafaj anadrom vándorhal (a tengerből az édesvízbe vonul ívni). Legfőbb ívóhelyei a delták és a nagy folyók alsó szakaszai. Az ikrák a felszínen lebegnek.

## Felhasználása
Az Alosa volgensis halfajt, az ember tenyészti.